# 맥아유
맥아유는 맥아 가루, 밀가루, 분유를 섞어 만든 음료 가루다. 맥아유는 음료나 다른 음식에 향미를 첨가하기 위해 사용되지만 도우가 적절히 요리되도록 구울 때 사용되기도 한다.

## 역사
런던의 약사 제임스 홀릭스는 유아를 위한 밀가루 및 맥아 기반 영양 보충제를 개발하는 아이디어를 고안했다. 영국에서 사업 기회를 얻지 못하여 실망한 그는 친척이 하는 채석장에서 일하기 위해 미국 위스콘신주 라신군 러신으로 이주한 동생 윌리엄과 합류했다. 1873년 형제는 J&W 홀릭스라는 유아용 식품 회사를 시카고 인근에 세웠다. 1년 후 건조 우유로 향상된 새로운 제조법 특허를 얻었다. 해당 회사는 신제품을 원래 'diastoid'라는 제품으로 출시했지만 1887년 이름을 '맥아유'(malted milk)로 바꿨다.
유아와 환자를 위한 건강식품으로 개발됐지만 맥아유는 신시장을 찾았다. 탐험가들은 맥아유가 가볍고, 썩지 않고, 영양이 좋다는 점을 높게 사서 세계 각지로 갈 때 맥아유를 갖췄다.

## 같이 보기
- 가미유
- 네스퀵